# Ajgedzor (Tawusz)
Ajgedzor – wieś w Armenii, w prowincji Tawusz. W 2011 roku liczyła 2044 mieszkańców.